# Rheinstadion (Kehl)
Das Rheinstadion ist ein Leichtathletik- und Fußballstadion in Kehl. Es liegt in einem Erholungs- und Freizeitgebiet Kehls, wenige Meter vom Rheinufer entfernt. Hauptnutzer ist die Fußballabteilung des Kehler FV. In der Fußball-Sommerpause ist das Rheinstadion regelmäßig Testspielort für viele europäische Erstligisten. Weiter finden regionale Leichtathletikveranstaltungen und Bundesjugendspiele statt. Das Stadion war Austragungsort des Benefizspiels für Daniel Nivel.

## Geschichte und Nutzung
Das Stadion wurde am 1. August 1965 mit einem Eröffnungsspiel zwischen Racing Straßburg und dem VfB Stuttgart vor 12000 Zuschauern eröffnet. Seither ist es vor allem für die Leichtathletik- und Fußballabteilung des Kehler FV genutzt. Im August 1994 trug der SV Linx sein Heimspiel der 1. Runde des DFB-Pokal gegen den FC Schalke 04 aus, das 1:2 endete. Am 20. September 1998 fand das Benefizspiel für Daniel Nivel zwischen zwei Traditionsmannschaften aus Deutschland und Frankreich statt. Im Mai 2012 trug der Südbadische Fußballverband sein Verbandspokalfinale zwischen dem SV Linx und dem Offenburger FV, welches Offenburg mit 2:0 gewann, im Rheinstadion aus. In den Fußball-Sommerpausen nutzen Erst- oder Zweitligisten aus Deutschland und verschiedenen europäischen Ländern das Rheinstadion als Spielort für Testspiele. Am häufigsten vertreten waren dabei der SC Freiburg (acht Mal) und der Karlsruher SC (sechs Mal).
Seit dem Jahr 2000 findet jährlich zur Pfingstzeit das internationale Jugendturnier „Elsaß-Spring-Cup“ im Rheinstadion statt. Das Turnier ist ein Projekt der gemeinnützigen Gesellschaft KOMM MIT und des Kehler FV. Das mehrtägige Turnier ist für alle Altersklassen des europäischen Jugendfußballs konzipiert.
Das Stadion ist Ausweichstadion der Damen-Fußballmannschaft des SC Sand, für Spiele der Frauen-Bundesliga, die nicht am Abend stattfinden.

### Länderspiele
Bis dato wurden drei Länderspiele deutscher Jugendnationalmannschaften im Kehler Rheinstadion ausgetragen.
| Fußball-Jugendnationalmannschaften der Männer | Fußball-Jugendnationalmannschaften der Männer | Fußball-Jugendnationalmannschaften der Männer | Fußball-Jugendnationalmannschaften der Männer | Fußball-Jugendnationalmannschaften der Männer | Fußball-Jugendnationalmannschaften der Männer |
| Datum                                         | Begegnung                                     | Begegnung                                     | Begegnung                                     | Ergebnis                                      | Zuschauer                                     |
| --------------------------------------------- | --------------------------------------------- | --------------------------------------------- | --------------------------------------------- | --------------------------------------------- | --------------------------------------------- |
| 8. Apr. 1986                                  | Deutschland U21                               | –                                             | Schweiz U21                                   | 2:1 (0:1)                                     | 12000                                         |
| 15. März 2007                                 | Deutschland U18                               | –                                             | Frankreich U18                                | 1:0 (0:0)                                     | 6500                                          |
| 14. Nov. 2012                                 | Deutschland U19                               | –                                             | Frankreich U19                                | 3:0 (2:0)                                     | 2950                                          |

## Sanierung
Im Jahr 2010 musste die Haupttribüne auf Grund des fortgeschrittenen Alters des Stadions saniert werden. Außerdem wurden aufgrund von Änderungen in der Versammlungsstättenverordnung weitere Sanierungen der Stehtribünen notwendig. So wurden auf der Gegengerade und auf beiden Seiten der Haupttribüne die Betonstufen erneuert und mit Wellenbrechern versehen. Außerdem wurden Absperrzäune für den Gästebereich installiert. Im März 2013 gab die Stadt Kehl bekannt, den 1964 angelegten Naturrasen, der inzwischen schwere Mängel aufzeigte, keiner Vollsanierung zu unterziehen, sondern einer dreijährigen Intensivpflege. Damit sollte ein Spielausfall von mindestens zwölf Monaten verhindert und Kosten eingespart werden. Außerdem erhielt das Hauptspielfeld eine Drainage.
Im Jahr 2015 wurden die Laufbahnen des Stadions ausgebessert und neu beschichtet. Im März 2017 sollte die Sanierung weiter vorangetrieben werden, in dem die vom Zerfall gezeichnete Nordtribüne saniert werden sollte. Der städtische Gemeinderat lehnte diese Maßnahme trotz bereits erfolgter Ausschreibung aus Kostengründen vorerst ab. Daraufhin musste sowohl die Nord- als auch die Südkurve aus Sicherheitsgründen gesperrt werden. Im September 2017 votierte der Gemeinderat dann mit knapper Mehrheit für die Sanierung der Nord- und Südkurve.
Im Laufe der ersten Jahreshälfte 2018 waren die Sanierungsarbeiten der Nordkurve und Teilen des Vereinsheimes abgeschlossen. Die Sanierung der Südkurve und der restlichen Teile des Vereinsheimes sollen bis 2020 erfolgen. Das Stadion wäre dann vollständig saniert und die volle Zuschauerkapazität wieder nutzbar.

## Benefizspiel für Daniel Nivel
Für den, während der Weltmeisterschaft 1998 von deutschen Hooligans schwer verletzten, französischen Polizisten Daniel Nivel fand im Rheinstadion am 20. September 1998 vor 6000 Zuschauern ein Benefizspiel statt. An diesem beteiligten sich neben anderen ehemaligen deutschen und französischen Spielern auch Felix Magath, Horst Hrubesch, Dieter Müller und Rudi Völler. Als Ehrengäste waren unter anderem der DFB-Präsident Egidius Braun, FIFA-Präsident Sepp Blatter und Fritz Walter vor Ort. Da das Spiel neben Spenden und Eintrittserlösen auch live im Fernsehen übertragen wurde, konnte ein Erlös von 150 000 Deutsche Mark gewonnen werden, der an die Familie Nivel gespendet wurde. Das Rheinstadion war als Spielort auserwählt worden, da Kehl als Grenzstadt zwischen Deutschland und Frankreich als geeignete Spielstätte angesehen wurde.

## Daten und Sonstiges
Das Stadion bietet Platz für 12000 Zuschauer. Davon sind 630 Sitzplätze überdacht. Weitere 300 Sitzplätze sind auf einer Vortribüne teilüberdacht. Zu dem Stadiongelände gehören neben dem Hauptspielfeld und der Tartanbahn zwei weitere Rasenplätze und ein Kunstrasenplatz, welche mit Flutlicht ausgestattet sind. In einem Anbau neben der Haupttribüne befinden sich das Vereinsheim und die Geschäftsstelle des Kehler FV, so wie die Stadiongaststätte.